# Hełm motocyklowy (Wojsko Polskie)
Hełm motocyklowy (próbny) – hełm lekki o stalowej konstrukcji. Opracowany i wyprodukowany w Polsce, przed II wojną światową. 
Hełm przeznaczony był dla motocyklistów oraz załóg wozów bojowych. Pochodzenie tego hełmu nie zostało do końca ustalone. J. Kijak, powołując się na relacje ustne i rozpowszechnione opinie uznał, że zachowany egzemplarz hełmu pochodzi z krótkiej, prototypowej serii,  testowanej przez motocyklistów Warszawskiej Brygady Pancerno-Motorowej.

## Konstrukcja
Hełm zaliczany do hełmów lekkich. Konstrukcja stalowa. Masa hełmu, wraz z niezbędnym oporządzeniem  wynosiła około 900 gramów. Czerep jednoczęściowy z zawalcowanym obrzeżem. Hełm nie posiadał daszków. Po bokach czerepu umieszczono po trzy otwory wentylacyjne umieszczone symetrycznie po obu stronach hełmu. Hełm wyposażono w motocyklowego typu pilotkę z czarnej skóry. Podpinka oraz wyposażenie wewnętrzne są identyczne do tych zastosowanych w hełmie wz.31, ale w odróżnieniu od tego ostatniego, metalową obręcz przymocowano do czerepu przy użyciu poziomo ułożonych uchwytów. W hełmie motocyklowym postanowiono zastosować także amortyzator wykonany ze skórzanego pasa. Podpinkę łączono z czerepem przy użyciu przynitowanych do czerepu uchwytów. Wewnętrzna strona hełmu malowana była na kolor khaki. Hełm nie posiadał żadnych napisów czy stempli.